# 木寺昌人

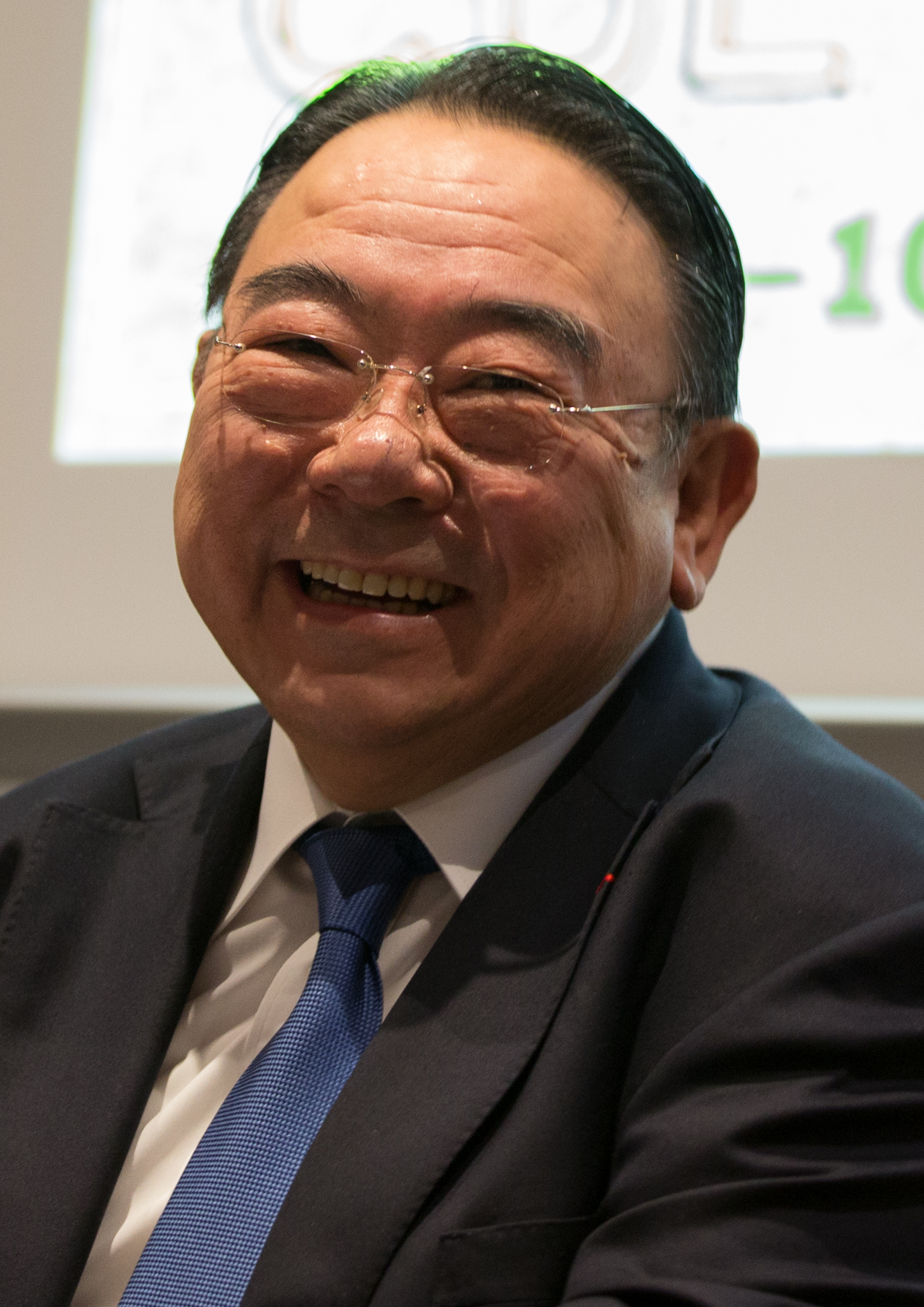
2017年（平成29年）3月6日撮影、
木寺昌人

木寺 昌人（きてら まさと、1952年〈昭和27年〉10月10日 - （72歳））は、日本の外交官。外務省大臣官房長、内閣官房副長官補を経て、2012年（平成24年）から駐中華人民共和国特命全権大使、2016年（平成28年）から2019年 (令和元年) まで駐フランス特命全権大使を務めた。

## 人物・経歴
東京都出身。父の木寺淳（元川崎製鉄常務）は元通産省技官。父がフランスとベルギーの大使館に勤務したのに伴い、小学校時代をパリとブリュッセルの現地校で過ごした。都立戸山高校を経て東京大学法学部第二類（公法コース）を卒業後、1976年（昭和51年）外務省に入省。フランス語研修を受けた。
- アジア局中国課首席事務官を経て、1993年（平成5年）4月、経済協力局無償資金協力課長。
- 1994年（平成6年）10月の明仁天皇・皇后美智子（いずれも当時）夫妻のフランス国賓訪問に同行。通訳などを行った[5]。
- 1995年（平成7年）7月、大臣官房兼内閣事務官国務大臣官房長官秘書官事務取扱
- 1997年（平成9年）7月、在タイ日本国大使館公使
- 2000年（平成12年）5月、大臣官房会計課長。2001年（平成13年）外務省機密費流用事件の調査を行っていたが、過労を理由に入院療養のため外務省大臣官房付に異動となった。同時期に調査にあたっていた会計課長だった阿部知之大臣官房長と竹内春久大臣官房総務課長も同じく過労で、入院療養のため大臣官房付に異動となった[6]。
- 2001年（平成13年）5月、駐仏公使兼フランス国際関係研究所（IFRI）客員研究員
- 2002年（平成14年）3月、在ジュネーブ国際機関日本政府代表部公使
- 2005年（平成17年）9月、大臣官房審議官兼経済局審議官
- 2006年（平成18年）8月、大臣官房審議官兼総合外交政策局（国連担当）大使
- 2008年（平成20年）1月、事前準備が進んでいなかった第4回アフリカ開発会議に緊急に対応するため、それまで関わりのなかった中東アフリカ局アフリカ審議官に就任[7]。開催まで130日と迫る中、準備を進めた[5]。
- 2008年（平成20年）7月、国際協力局長
- 2010年（平成22年）1月、大臣官房長
- 2012年（平成24年）9月、内閣官房副長官補（外政担当）
- 同年10月、駐中華人民共和国特命全権大使に内定[8]し、11月22日付けで内閣官房副長官補（外政担当）を退任。11月26日、駐中華人民共和国特命全権大使に就任[9]。12月25日着任[10]。
- 2016年（平成28年）4月5日、駐フランス特命全権大使[11]
- 同年6月、レジオンドヌール勲章シュヴァリエ受章[12]
- 2019年 (令和元年) 11月 駐フランス特命全権大使離任
- 2019年 (令和元年) 12月 駐フランス特命全権大使離任[13]
- 2020年 (令和2年) 4月 日本たばこ産業シニアアドバイザー[13]
- 2020年 (令和2年) 6月 日本製鉄社外取締役[14]、丸紅取締役[15]
- 2021年 (令和3年) 3月 日本たばこ産業取締役[16]

### 中国との関係
外務省中国課の首席事務官として、1992年（平成4年）の「日中国交正常化20周年」に関わる業務を行った。
「昌人」という名は中国武昌から一字を取ったものである。これは、誕生日の10月10日が武昌で辛亥革命が起きた日である事に由来する。このため、孫文にずっと興味があったという。また、外祖父は中国大連で働いた経験があり、母も大連生まれである。

## 同期
- 齋木昭隆（13年外務事務次官・12年外務審議官（政務）・11年駐印大使・08年外務省アジア大洋州局長）
- 鶴岡公二（13年内閣官房審議官兼TPP政府対策本部首席交渉官・12年外務審議官（経済）・10年外務省総合外交政策局長）
- 兒玉和夫（13年OECD大使・外務省研修所長・10年国連大使（次席）・08年外務報道官）
- 國方俊男（13年北極担当大使・11年駐チェコ大使）
- 小菅淳一（11年駐ヨルダン大使・06年駐アフガニスタン大使）
- 高田稔久（13年沖縄担当大使・駐ケニア兼ソマリア兼エリトリア兼セーシェル兼ブルンジ大使・10年駐ケニア大使）
- 福川正浩（11年駐ペルー大使）
- 田尻和宏（13年駐パラオ大使）
- 篠田研次（12年駐フィンランド大使）
- 高橋邦夫（11年駐ネパール大使・09年駐スリランカ兼モルディブ大使）
- 久枝譲治（11年駐オマーン大使）
- 加茂佳彦（12年駐アラブ首長国連邦大使）
- 西宮伸一（12年中国大使・10年外務審議官（経済））
- 大塚聖一（12年駐レバノン大使）
- 高瀬康夫（12年駐ジャマイカ兼ベリーズ兼バハマ大使・09年駐トンガ大使）
- 渡部和男（12年駐コロンビア大使・11年科学技術協力担当大使・08年駐パラグアイ大使）
- 小泉崇（12年駐ブルガリア大使）
- 東博史（13年駐ポルトガル大使・10年駐モーリタニア大使）
- 長内敬（09年駐ラトビア大使）
- 今井治（13年国際テロ対策・組織犯罪対策協力担当兼サイバー政策担当兼安保理非常任理事国選挙及び安保理改革（中南米諸国）担当大使・12年国際テロ対策・組織犯罪対策協力兼サイバー政策担当大使・09年駐エクアドル大使）
- 細谷龍平（13年駐マダガスカル大使）
- 山本啓司（12年駐ルーマニア大使・11年査察担当大使・駐カメルーン大使）
- 塚原大貮（12年駐ベナン大使）
- 川上公一（12年外交記録公開担当大使・09年駐レバノン大使）